# Sergio Mur
Sergio Mur López (Madrid, 23 de mayo de 1977) es un actor español.

## Biografía
En diciembre de 2013 rodó la película inglesa Shooting for Socrates dando vida al famoso futbolista brasileño Sócrates, dirigida por James Erskine y producida por New Black Films.
A finales del verano de 2013 terminó la grabación de Gran Reserva: El Origen, donde daba vida a Roberto, para TVE que se emitió en las sobremesas de forma diaria y que supone un spin off de Gran Reserva remontándose 45 años atrás. Comenzó el 2013 representando Antígona de Jean Anouilh, nueva producción del Teatro Español bajo la dirección de Rubén Ochandiano, donde interpreta a Hemón.
En 2012 protagoniza la comedia teatral Cuatro estaciones y un día dirigida por Miguel Ángel Cárcano en el Teatro Lara de Madrid, España.
En 2011, Sergio participa en la grabación de la serie Los misterios de Laura y en la segunda temporada de la serie 14 de abril. La República, bajo la dirección de Salvador García, Gracia Querejeta, y Manuel Martin Cuenca, entre otros; dando vida a León Caneda.
Protagonizó la miniserie dirigida por Fernando Colomo, El pacto. Ha participado también en las series: Física o química, actuación por la que ganó el premio Shangay Express a la Mejor interpretación en televisión de 2010, Sin tetas no hay paraíso, Cuéntame como pasó, SMS, Aída, Impares, El comisario, Los protegidos, Las chicas del cable o La tira entre otras. También presentó el programa infantil Los Lunnis en 2004/05.
En teatro destaca su participación en la versión española de la obra Closer de Patrick Marber, también en The Flying Circus: los mejores sketches de los Monty Python, Molière x 2: La escuela de los maridos y las preciosas ridículas o el reconocido texto del teatro argentino escrito por Patricia Zangaro, A propósito de la duda.

#### Vida personal
Su pareja es la actriz Olivia Molina y tienen dos hijos, Vera (2012) y Eric (2015).

## Trayectoria

### Cine
| Año  | Largometraje          | Personaje | Director/a           |
| ---- | --------------------- | --------- | -------------------- |
| 2005 | Interior (noche)      | Álex      | Miguel Ángel Cárcano |
| 2014 | Shooting for Socrates | Sócrates  | James Erskine        |
| 2018 | El aviso              | David     | Daniel Calparsoro    |

### Televisión

#### Series
| Año                      | Serie                               | Cadena    | Personaje                      | Notas         |
| ------------------------ | ----------------------------------- | --------- | ------------------------------ | ------------- |
| 2002 - 2003              | 20tantos                            | Telecinco | Manu                           | 5 episodios   |
| 2003                     | El comisario                        | Telecinco | Suso Pizarro                   | 1 episodio    |
| 2005                     | Un paso adelante                    | Antena 3  | Carlos                         | 1 episodio    |
| 2006 - 2007              | SMS (Sin Miedo a Soñar)             | La Sexta  | Pedro                          | 85 episodios  |
| 2007                     | Maitena: Estados alterados          | La Sexta  |                                | 1 episodio    |
| 2008                     | Impares                             | Antena 3  |                                | 1 episodio    |
| 2008                     | Sin tetas no hay paraíso            | Telecinco | Soria                          | 12 episodios  |
| 2008 - 2009              | Arrayán                             | La Sexta  | Alberto                        | 15 episodios  |
| 2009                     | La Tira                             | La Sexta  |                                | 1 episodio    |
| 2009                     | Bicho malo, nunca muere             | La Sexta  |                                | 1 episodio    |
| 2009 - 2010              | Cuéntame como pasó                  | La 1      | Javier                         | 7 episodios   |
| 2010                     | Física o Química                    | Antena 3  | Jorge                          | 21 episodios  |
| 2010                     | El pacto                            | Telecinco | Marcos                         | 2 episodios   |
| 2010                     | Los Protegidos                      | Antena 3  |                                | 2 episodios   |
| 2011                     | Aída                                | Telecinco | Martín                         | 1 episodio    |
| 2013                     | Gran reserva. El origen             | La 1      | Roberto Vega                   | 82 episodios  |
| 2014                     | Reina de corazones                  | Telemundo | Fernando San Juan "El Supremo" | 103 episodios |
| 2014                     | Los misterios de Laura              | La 1      | Daniel Molina                  | 1 episodio    |
| 2015 - 2017              | El señor de los cielos              | Telemundo | Tim Rawlings                   | 121 episodios |
| 2017                     | Las chicas del cable                | Netflix   | Mario Pérez                    | 11 episodios  |
| 2017                     | La que se avecina                   | Telecinco | Guillermo Alcázar              | 1 episodio    |
| 2017                     | Ella es tu padre                    | Telecinco | Damián "Dami" Jiménez Traver   | 1 episodio    |
| 2017 - 2018              | Papá a toda madre                   | Televisa  | Jorge Turrubiates Ibáñez       | 96 episodios  |
| 2018 - 2019              | 14 de abril. La República           | La 1      | León Caneda                    | 7 episodios   |
| 2019                     | Hospital Valle Norte                | La 1      | Jon Mercero                    | 10 episodios  |
| 2019                     | Doña Flor y sus dos maridos         | Televisa  | Teodoro Hidalgo Flores         | 70 episodios  |
| 2019 - 2020; 2022 - 2023 | Servir y proteger                   | La 1      | Miguel Herrera Ramos           | 266 episodios |
| 2020                     | Memorias de Idhún                   | Netflix   | Kirtash (Voz)                  | 10 episodios  |
| 2023                     | Amar es para siempre                | Antena 3  | Iván Mendoza                   | 39 episodios  |
| 2024                     | 4 estrellas                         | La 1      | Jorge Acín Vázquez             | 60 episodios  |
| 2024-2025                | El extraño retorno de Diana Salazar | Vix       | Gonzalo                        | 8 episodios   |

#### Programas
| Año         | Serie                              | Cadena   | Personaje   |
| ----------- | ---------------------------------- | -------- | ----------- |
| 2004        | Especial Nochebuena con Los Lunnis | La 1     | Presentador |
| 2004 - 2005 | Los Lunnis                         | La 1     | Presentador |
| 2010        | El Club del Chiste                 | Antena 3 | Invitado    |

### Teatro
| Año       | Obra                                                            | Personaje                                                            | Director/a                                               |
| --------- | --------------------------------------------------------------- | -------------------------------------------------------------------- | -------------------------------------------------------- |
| 2013      | Los mejores sketches de los Monty Python                        | Varios (principalmente los personajes interpretados por John Cleese) | Yllana y L'Om Imprebis                                   |
| 2013      | Antígona de Jean Anouilh                                        | Hemón                                                                | Rubén Ochandiano y Carlos Dorrego                        |
| 2012      | 4 estaciones y 1 día                                            | Manuel                                                               | Miguel Ángel Cárcano (cineasta)                          |
| 2006-2007 | Closer de Patrick Marber                                        | Dan Wolf                                                             | Mariano Barroso                                          |
| 2005-2006 | The Flying Circus: Los mejores sketches de los Monty Python     | Varios (protagonista)                                                | Santiago Sánchez (LÓm Imprebis) y Joe O´Curneen (Yllana) |
| 2005      | Molière x2: La escuela de los maridos y las preciosas ridículas | Valerio y LaGrange                                                   | Adrián Daumas                                            |
| 2004      | A propósito de la duda de Patricia Zangaro                      | Joven de la lata de sardinas                                         | Manuel Callau (actor y director argentino)               |
| 2003      | El Madrid de Alatriste y de los Literatos (teatro de calle)     | varios                                                               | Javier Lago                                              |

### Otros
- 2011 Invitado en el programa de Telecinco Pasapalabra[13] presentado por Christian Gálvez Montero. Junto a Ana Milán, Rocío Madrid y Jorge Sanz

- 2011 CINEJOVEN Málaga. Ponente en las jornadas junto a Javier Godino y Nuria Gago.

- 2010 Gala clausura CINECULPABLE (Villareal). Maestro de ceremonias.

- 2009 Gala Clausura Festival La Fila de Valladolid. Copresentador.

- 2009 Gala entrega de premios Cosmopolitan TV. Maestro de ceremonias.

- 2009 Videoclip AYER Y HOY del grupo Disserta. Dir: Álvaro de la Hoz. Burbuja Films.

- 2004 Participante en la creación de TXI (Teatro x la Identidad España) Ciclo teatral inaugurado en el teatro Nuevo Alcalá de Madrid, con la obra A propósito de la duda.

## Premios
| Año  | Categoría                                                     | Trabajo                                        | Resultado                                |
| ---- | ------------------------------------------------------------- | ---------------------------------------------- | ---------------------------------------- |
| 2018 | Premios TVyNovelas al mejor actor de reparto                  | Papá a toda madre (telenovela mexicana)        | Ganador                                  |
| 2015 | Premio Tu Mundo al Mejor actor de reparto                     | Reina de corazones (telenovela estadounidense) | Nominado                                 |
| 2012 | Best Acting The Cambridge International Student Film Festival | 3,2 (lo que hacen las novias) (cortometraje)   | Nominado y finalista el reparto completo |
| 2010 | Shangay Express a la mejor interpretación en T.V.             | Física o Química (serie de televisión)         | Ganador                                  |
| 2009 | Mejor Actor cortometraje en Festival Villamayor de Santiago   | 0,8 miligramos (cortometraje)                  | Nominado                                 |